# Black/Matrix (jeu vidéo)
Pour la série, voir Black/Matrix.
Black/Matrix (ブラックマトリクス) est un jeu de rôle tactique développé par Flight-Plan et publié par NEC InterChannel sur Saturn et sorti le 26 août 1998 au Japon. Ce jeu a été ensuite adapté sur PlayStation en 2000 sous le nom de Black/Matrix Cross.